# Forbesopomus
Forbesopomus is een geslacht van weekdieren uit de klasse van de Gastropoda (Slakken).

## Soort
- Forbesopomus atalanta Bequaert & Clench, 1937